# Іхсан Аббас
Іхса́н Абба́с (араб. إحسان عباس, Ihsan Abbas; 2 грудня 1920 — 29 січня 2003) — палестинський сходознавець, арабіст, літературознавець. Один із провідних спеціалістів з арабської культури в ХХ ст. Народився в Айн-Газал, Палестина. Випускник Каїрського університету (1950). Доктор філософії. Професор Американського університету Бейруту. Лауреат Міжнародної премії короля Фейсала за дослідження в галузі арабської мови і літератури (1980). Помер в Аммані, Йорданія.

## Праці
- Ahmed Mohammed al-Maqqari, Nafh at-tibb min ghusn al-andalus al-ratib. Beirut: 1968.
- Al-Baladhuri, Ansab al-Ashraf. Wiesbaden: 1979.
- Ibn al-Kattani, Kitab al-Tashbihat. Beirut: 1966.
- Ibn Bassam, Dhakhira fî mahâsin ahl al-Gazira. Beirut: 1979.
- Ibn Hazm, al-Ihkam fi usul al-ahkam. Beirut: Dar al-Afaq al-Jadida, 1980.
- Ibn Hazm, Al-Taqrib li Hadd al-Mantiq bi al-Alfaz al-`Ammiyya. Beirut: 1959.
- Ibn Hazm, Rasa`il Ibn Hazm al-Andalusi. Beirut, 1981.
- Ibn Hazm, Ṭawq al-Ḥamāmah. Cairo: Dar al-huda lil-thaqafah wal-nashr, 2002.
- Ibn Khallikan, Wafayāt al-aʿyān wa-anbāʾ abnāʾ az-zamān. Beirut: 1968-1977.